# セイウンハーデス
セイウンハーデス（欧字名:Seiun Hades、2019年4月8日 - ）は、日本の競走馬。主な勝ち鞍に2023年の七夕賞、2025年のエプソムカップ。
馬名の意味は、冠名＋「ギリシャ神話の冥府の神」。

## 経歴

### 2歳（2021年）
10月31日、阪神競馬場の新馬戦（芝1400m）でデビュー。スタートから先行し、新馬勝ちを決めた。しかし、12月5日のこうやまき賞（1勝クラス）は5着に敗れた。

### 3歳（2022年）
緒戦のこぶし賞（芝1600m）は上がり3位の脚を使い2着。初の重賞となった3月26日の毎日杯はまたも上がり3位の脚を使ったが4着となった。東京優駿の前哨戦プリンシパルSは先行してそのまま逃げ切り勝利し、優先出走権を獲得した。そしてGI初出走となった東京優駿では先行したものの、11着に敗れた。夏は休養し、秋緒戦にセントライト記念へ参戦。レースでは道中2番手を走行したが、4着に敗れた。2度目のGIとなった菊花賞では、東京優駿とは違う逃げの競馬を見せたものの、17着と大敗してしまった。冬は休養し、3歳シーズンを終えた。

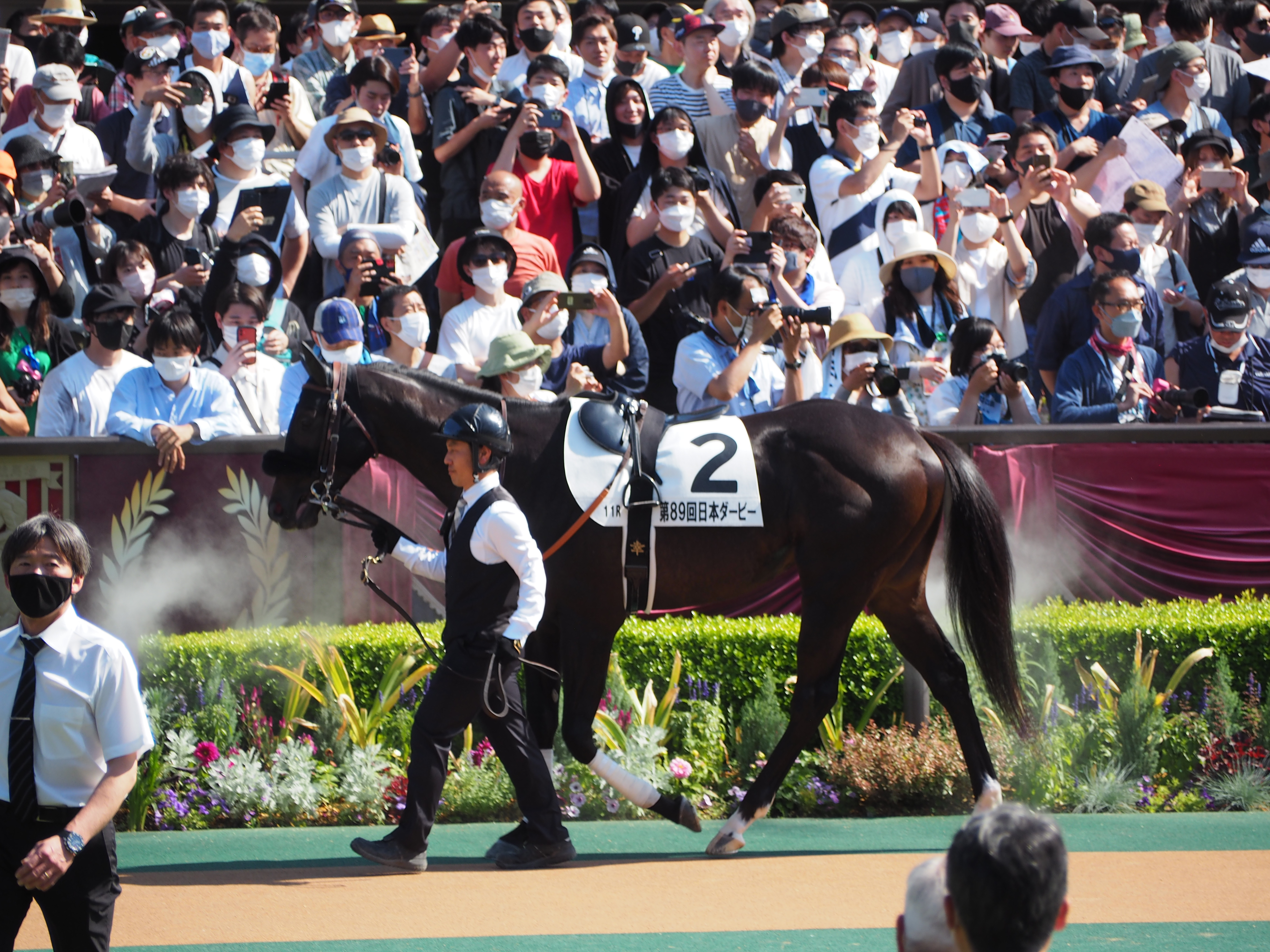
東京優駿パドック

### 4歳（2023年）
初戦となった競馬法100周年記念（3勝クラス）では、先行し上がり3位の脚を見せ、約11ヶ月ぶりの勝利となった。続く新潟競馬場で行われた新潟大賞典では逃げ切りを図り、上がり2位の脚を使ったが最後の直線でカラテに差し切られ、僅かに重賞制覇を逃した。そして、7月9日に福島競馬場で行われた七夕賞（芝2000m）では、道中3、4番手を追走の後、外から力強く伸びて快勝。悲願の重賞初制覇となった。その後新潟記念へ向け調整されていたが、8月1日に右前脚の屈腱炎のため、長期離脱となることを明かし、復帰には1年ほどを要するとしていた。しかし、結果的には約1年5か月の休養を余儀なくされた。

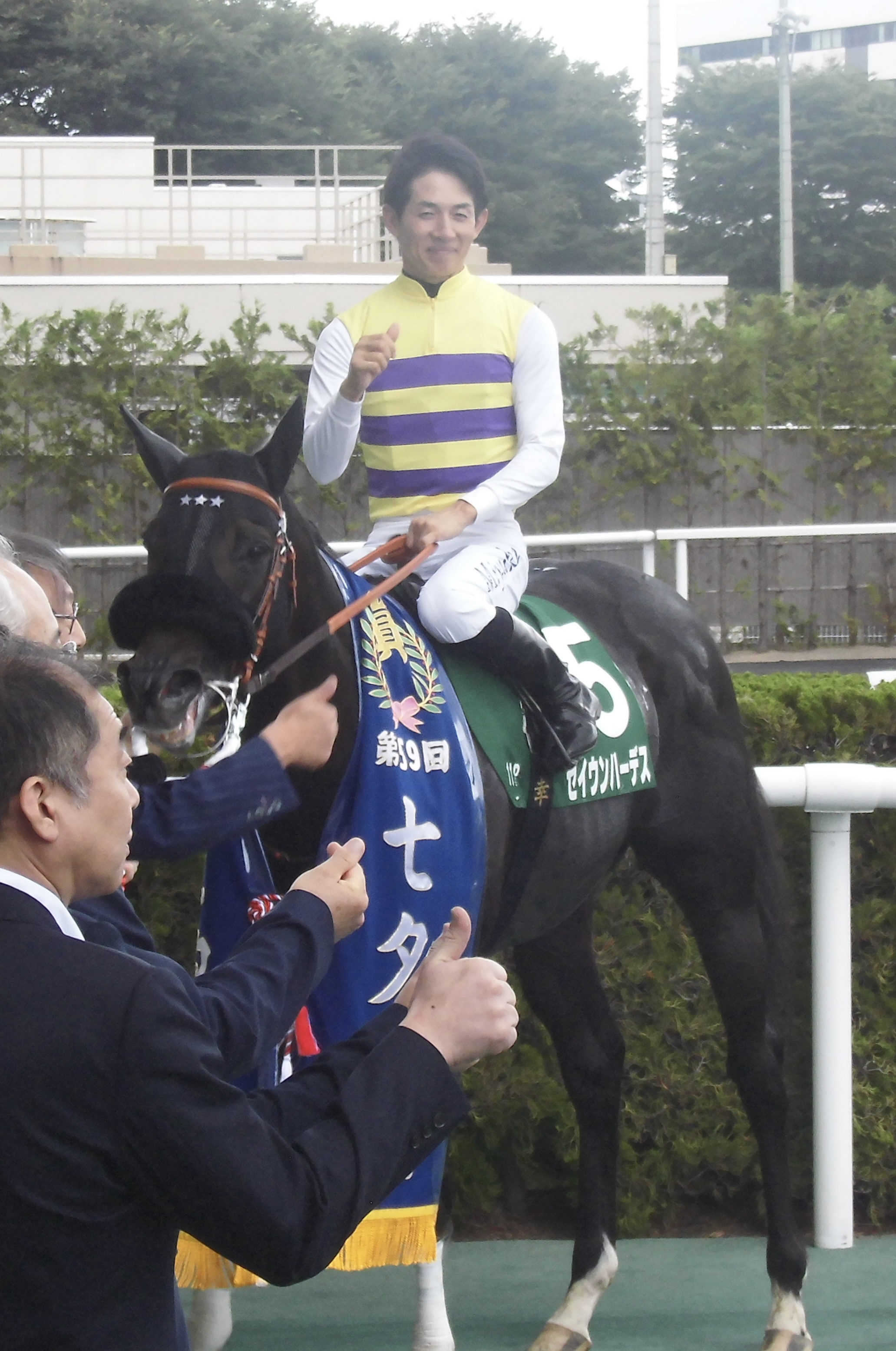
七夕賞優勝時

### 5歳（2024年）
復帰初戦として、11月30日に京都競馬場で行われたチャレンジカップに参戦。道中は3番手から4番手を追走し、4コーナーでは一時先頭に立ったものの、直線で後続に交わされ5着に敗退した。

### 6歳（2025年）
明けて復帰2戦目は京都記念に出走し、4番人気となるが8着に終わる。復帰3戦目はエプソムカップに出走。レースは中団外で脚を温存し直線入り口からスパートすると残り300mで一気に先行集団をかわして、最後は流す余裕も見せての優勝。稍重にもかかわらず1分43秒9のコースレコードで復活の重賞2勝目を飾る。

## 競走成績
以下の内容は、netkeiba.comおよびJBISサーチの情報に基づく。
| 競走日     | 競馬場 | 競走名            | 格   | 距離（馬場）  | 頭 数 | 枠 番 | 馬 番 | オッズ （人気） | 着順 | タイム （上り3F） | 着差 | 騎手      | 斤量 [kg] | 1着馬（2着馬）         | 馬体重 [kg] |
| ---------- | ------ | ----------------- | ---- | ------------- | ----- | ----- | ----- | --------------- | ---- | ----------------- | ---- | --------- | --------- | ---------------------- | ----------- |
| 2021.10.31 | 阪神   | 2歳新馬           |      | 芝1400m（良） | 16    | 6     | 11    | 002.60（1人）   | 01着 | R1:22.9（35.5）   | -0.2 | 0幸英明   | 55        | （ベルシャンテ）       | 462         |
| 0000.12.05 | 中京   | こうやまき賞      | 1勝  | 芝1600m（良） | 9     | 8     | 8     | 010.90（5人）   | 05着 | R1:35.6（35.2）   | -0.3 | 0幸英明   | 55        | ソリタリオ             | 472         |
| 2022.02.13 | 阪神   | こぶし賞          | 1勝  | 芝1600m（稍） | 6     | 3     | 3     | 008.30（4人）   | 02着 | R1:36.9（33.6）   | -0.0 | 0幸英明   | 56        | スタニングローズ       | 472         |
| 0000.03.26 | 阪神   | 毎日杯            | GIII | 芝1800m（稍） | 10    | 3     | 3     | 037.10（7人）   | 04着 | R1:47.9（35.6）   | -0.4 | 0幸英明   | 56        | ピースオブエイト       | 476         |
| 0000.05.07 | 東京   | プリンシパルS     | L    | 芝2000m（良） | 15    | 4     | 8     | 010.10（6人）   | 01着 | R1:59.0（34.5）   | -0.1 | 0幸英明   | 56        | （キングズパレス）     | 468         |
| 0000.05.29 | 東京   | 東京優駿          | GI   | 芝2400m（良） | 18    | 1     | 2     | 150.0（16人）   | 11着 | R2:23.9（36.4）   | -2.0 | 0幸英明   | 57        | ドウデュース           | 472         |
| 0000.09.19 | 中山   | セントライト記念  | GII  | 芝2200m（稍） | 13    | 4     | 5     | 027.60（7人）   | 04着 | R2:12.7（36.0）   | -0.9 | 0幸英明   | 56        | ガイアフォース         | 474         |
| 0000.10.23 | 阪神   | 菊花賞            | GI   | 芝3000m（良） | 18    | 5     | 10    | 061.1（12人）   | 17着 | R3:07.6（42.2）   | -5.2 | 0幸英明   | 57        | アスクビクターモア     | 466         |
| 2023.04.09 | 阪神   | 競馬法100周年記念 | 3勝  | 芝2000m（良） | 16    | 6     | 12    | 004.40（2人）   | 01着 | R1:58.9（34.5）   | -0.2 | 0幸英明   | 57        | （ハートオブアシティ） | 480         |
| 0000.05.07 | 新潟   | 新潟大賞典        | GIII | 芝2000m（不） | 16    | 3     | 6     | 004.80（2人）   | 02着 | R2:03.9（36.6）   | -0.1 | 0津村明秀 | 56        | カラテ                 | 478         |
| 0000.07.09 | 福島   | 七夕賞            | GIII | 芝2000m（良） | 16    | 8     | 15    | 005.20（2人）   | 01着 | R1:59.8（34.9）   | -0.2 | 0幸英明   | 57        | （ククナ）             | 476         |
| 2024.11.30 | 京都   | チャレンジC       | GIII | 芝2000m（良） | 15    | 6     | 11    | 016.50（9人）   | 05着 | R1:59.1（36.1）   | -0.9 | 0幸英明   | 57        | ラヴェル               | 490         |
| 2025.02.16 | 京都   | 京都記念          | GII  | 芝2200m（稍） | 12    | 8     | 11    | 008.40（4人）   | 08着 | R2:16.5（35.4）   | -0.8 | 0幸英明   | 57        | ヨーホーレイク         | 488         |
| 0000.05.10 | 東京   | エプソムC         | GIII | 芝1800m（稍） | 18    | 8     | 16    | 013.20（6人）   | 01着 | R1:43.9（34.3）   | -0.3 | 0幸英明   | 57        | （ドゥラドーレス）     | 482         |

- タイム欄のRはレコード勝ちを示す。
- 競走成績は2025年5月10日現在

## 血統表
| セイウンハーデスの血統        | セイウンハーデスの血統                                      | セイウンハーデスの血統                                      | （血統表の出典）                                            | （血統表の出典） |
| 父系                          | サンデーサイレンス系（ヘイロー系）                          | サンデーサイレンス系（ヘイロー系）                          | サンデーサイレンス系（ヘイロー系）                          |                  |
| 父 シルバーステート 2013 鹿毛 | 父の父ディープインパクト 2002 鹿毛                          | *サンデーサイレンス                                         | Halo                                                        | Halo             |
| 父 シルバーステート 2013 鹿毛 | 父の父ディープインパクト 2002 鹿毛                          | *サンデーサイレンス                                         | Wishing Well                                                |                  |
| 父 シルバーステート 2013 鹿毛 | 父の父ディープインパクト 2002 鹿毛                          | *ウインドインハーヘア                                       | Alzao                                                       | Alzao            |
| 父 シルバーステート 2013 鹿毛 | 父の父ディープインパクト 2002 鹿毛                          | *ウインドインハーヘア                                       | Burghclere                                                  |                  |
| 父 シルバーステート 2013 鹿毛 | 父の母*シルヴァースカヤ Silverskaya 1990 鹿毛               | Silver Hawk                                                 | Roberto                                                     | Roberto          |
| 父 シルバーステート 2013 鹿毛 | 父の母*シルヴァースカヤ Silverskaya 1990 鹿毛               | Silver Hawk                                                 | Gris Vitesse                                                |                  |
| 父 シルバーステート 2013 鹿毛 | 父の母*シルヴァースカヤ Silverskaya 1990 鹿毛               | Boubskaia                                                   | Niniski                                                     | Niniski          |
| 父 シルバーステート 2013 鹿毛 | 父の母*シルヴァースカヤ Silverskaya 1990 鹿毛               | Boubskaia                                                   | Frenetique                                                  |                  |
| 母 ハイノリッジ 2011 鹿毛     | 母の父マンハッタンカフェ 1998 青鹿毛                        | *サンデーサイレンス                                         | Halo                                                        | Halo             |
| 母 ハイノリッジ 2011 鹿毛     | 母の父マンハッタンカフェ 1998 青鹿毛                        | *サンデーサイレンス                                         | Wishing Well                                                |                  |
| 母 ハイノリッジ 2011 鹿毛     | 母の父マンハッタンカフェ 1998 青鹿毛                        | *サトルチェンジ                                             | Law Society                                                 | Law Society      |
| 母 ハイノリッジ 2011 鹿毛     | 母の父マンハッタンカフェ 1998 青鹿毛                        | *サトルチェンジ                                             | Santa Luciana                                               |                  |
| 母 ハイノリッジ 2011 鹿毛     | 母の母ゴールドグレース 2002 鹿毛                            | *エリシオ                                                   | Fairy King                                                  | Fairy King       |
| 母 ハイノリッジ 2011 鹿毛     | 母の母ゴールドグレース 2002 鹿毛                            | *エリシオ                                                   | Helice                                                      |                  |
| 母 ハイノリッジ 2011 鹿毛     | 母の母ゴールドグレース 2002 鹿毛                            | グレースウーマン                                            | マルゼンスキー                                              | マルゼンスキー   |
| 母 ハイノリッジ 2011 鹿毛     | 母の母ゴールドグレース 2002 鹿毛                            | グレースウーマン                                            | ランズプロント                                              |                  |
| 母系(F-No.)                   | (FN:3-l)                                                    | (FN:3-l)                                                    | (FN:3-l)                                                    |                  |
| 5代内の近親交配               | サンデーサイレンス：3×3 Hail to Reason：5×5×5 Nijinsky：5×5 | サンデーサイレンス：3×3 Hail to Reason：5×5×5 Nijinsky：5×5 | サンデーサイレンス：3×3 Hail to Reason：5×5×5 Nijinsky：5×5 |                  |
| 出典                          | 1.                                                          | 1.                                                          | 1.                                                          | 1.               |

- 牝系は日本の在来系統の一つであるフロリースカツプ系で、5代母トサモアーは1955年阪神3歳ステークス勝ち馬。
- そのほかの主な近親にオースミハルカ（2003年チューリップ賞など重賞4勝）、オースミイチバン（2012年兵庫チャンピオンシップ、2013年ダイオライト記念）、オースミグラスワン（2006年・2008年新潟大賞典）